# Philip Stemann
Philip Stemann (* 1976 in Stade) ist ein deutscher Theaterregisseur.

## Leben
Philip Stemann studierte zunächst Osteuropäische Geschichte, Slawistik und Philosophie an der Universität Heidelberg,
anschließend absolvierte er ein Studium der Schauspielregie an der Hochschule für Schauspielkunst „Ernst Busch“ Berlin.
Von 2001 bis 2003 war er Mitglied im Leitungsteam des TIF am Staatsschauspiel Dresden, zusammen mit Eva J. Heldrich und Marcel Klett. Seitdem zahlreiche Arbeiten als freier Regisseur und Autor, u. a. am Staatsschauspiel Dresden, am Maxim-Gorki-Theater in Berlin, an den Wuppertaler Bühnen und am Theater Bremen. 2011/12 war er Dozent für Schauspiel am Konservatorium Wien Privatuniversität. Seit 2014 arbeitet Philip Stemann regelmäßig als Regisseur, Autor und Musiker am Bremer Figurentheater Mensch, Puppe!